# 六氟砷酸
六氟砷酸是一种无机化合物，化学式为HAsF6。

## 制备
六氟砷酸可以通过六氟砷酸盐经过离子交换树脂得到，蒸发溶解结晶出HAsF6·6H2O。

## 化学性质
六氟砷酸是一种氧化性酸，在氟化氢体系中的化学性质类似于硝酸，如和银反应，生成六氟砷酸银和氟化氢，其还原产物根据反应条件的不同，有三氟化砷、砷和砷化银。